# Zoopsis bicruris
Zoopsis bicruris là một loài Rêu trong họ Lepidoziaceae. Loài này được Glenny & E. A. Br. mô tả khoa học đầu tiên năm 2006.